# Psychedelia

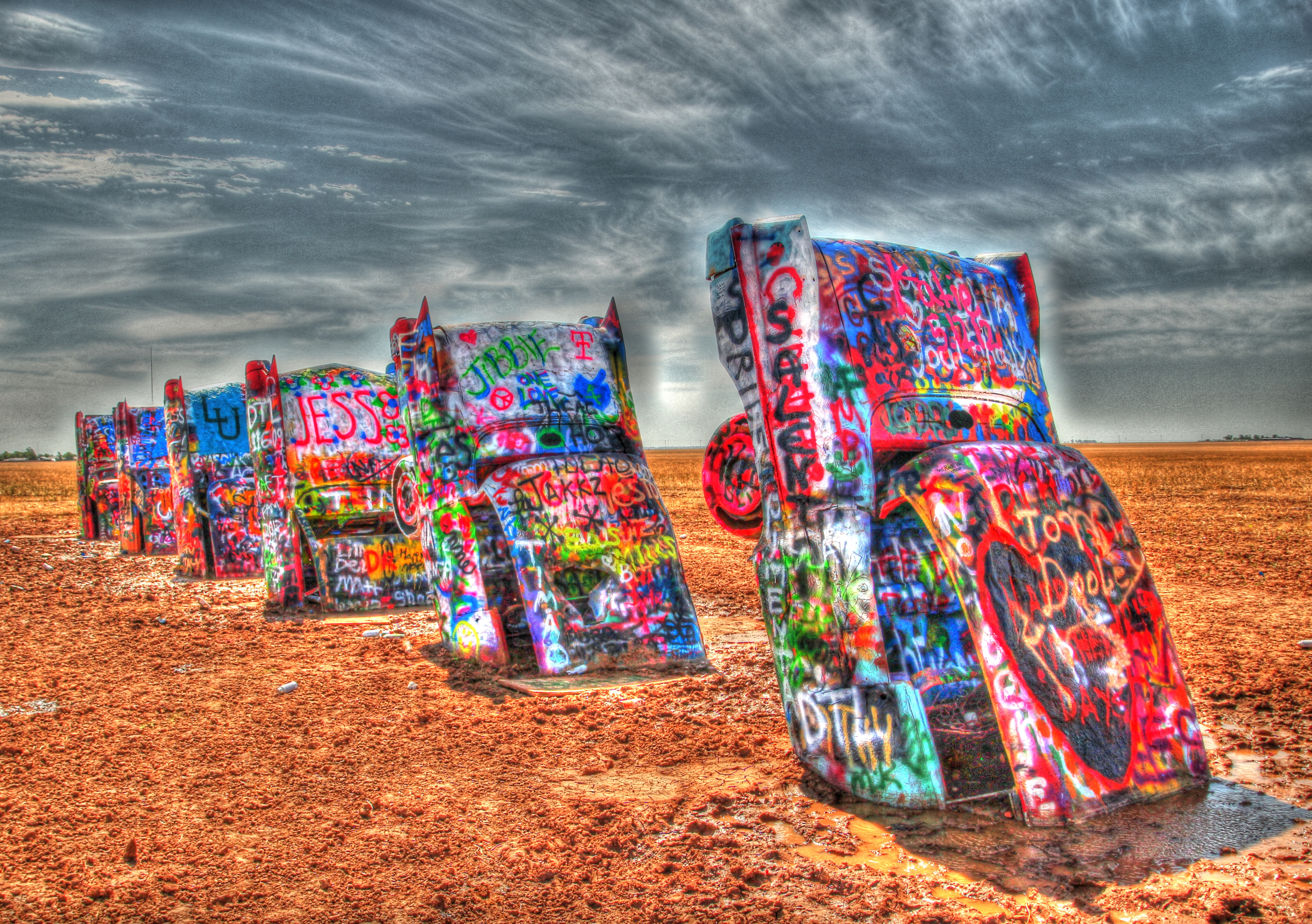
Một hàng Cadillac bị chôn vùi và sơn màu cầu vồng.

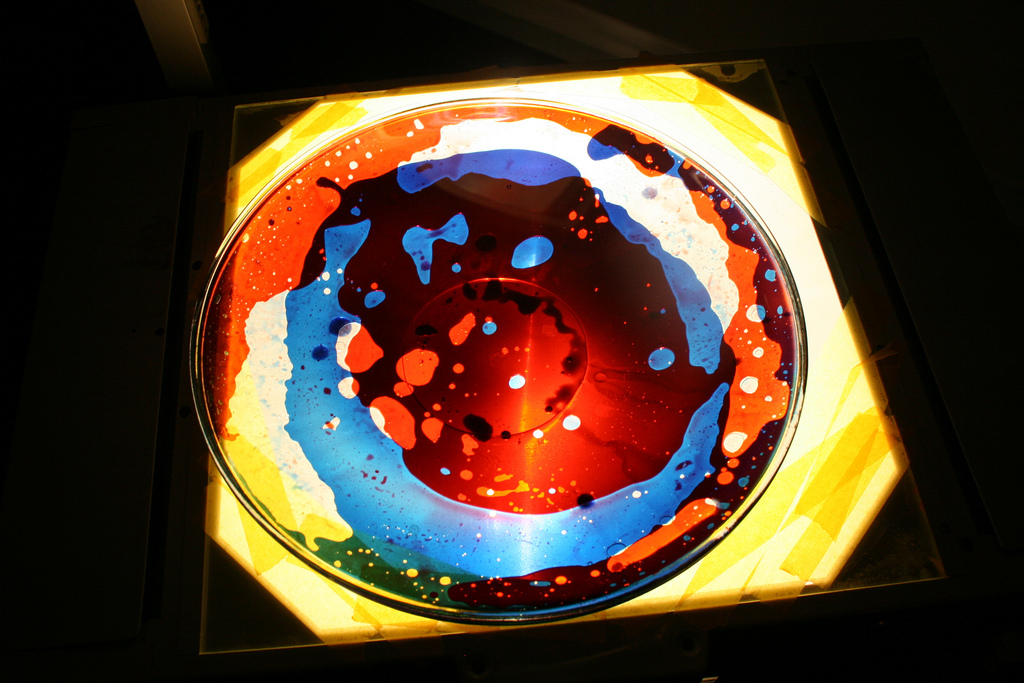
Chiếu dầu lỏng bằng đèn mạnh đã được sử dụng để chiếu màu sắc lốc xoáy lên màn hình từ những năm 1960.

Psychedelia (thức thần) thường đề cập đến một phong cách hoặc một lối thẩm mỹ mang đặc điểm của tiểu văn hóa thức thần thập niên 1960 và trải nghiệm thức thần do một số chất hướng thần nhất định tạo ra. Nó bao gồm phong cách của nghệ thuật thức thần và âm nhạc thức thần. Điều này chủ yếu được tạo ra bởi những người đã sử dụng  chất thức thần như LSD, mescaline (tìm thấy trong peyote) và psilocybin (tìm thấy trong các loại nấm ma thuật) và cả những người không sử dụng nhưng là người tham gia và người hâm mộ tiểu văn hóa này. Nghệ thuật và âm nhạc thức thần thường tái tạo hoặc phản ánh trạng thái biến đổi của ý thức. Nghệ thuật ảo giác sử dụng hình ảnh rất méo mó và siêu thực, màu sắc tươi sáng và quang phổ đầy đủ và hoạt hình (bao gồm cả phim hoạt hình) để gợi lên và truyền tải đến người xem hoặc người nghe trải nghiệm của nghệ sĩ khi sử dụng các loại thuốc đó hoặc để nâng cao trải nghiệm của người sử dụng các loại thuốc này. Âm nhạc ảo giác sử dụng guitar điện bị bóp méo, các yếu tố âm nhạc Ấn Độ như sitar, hiệu ứng điện tử, hiệu ứng âm thanh và âm vang, và hiệu ứng phòng thu phức tạp, chẳng hạn như phát băng ngược hoặc xoay nhạc từ bên này sang bên khác.
Thuật ngữ "psychedelic" có nguồn gốc từ các từ Hy Lạp cổ đại psychē (ψυχή, "soul") và dēloun (δηλ ῦῦῦ, "để hiển thị, tiết lộ"), dịch thành "hiển thị linh hồn".
Một trải nghiệm ảo giác được đặc trưng bởi nhận thức nổi bật về các khía cạnh của tâm trí của một người trước đây chưa biết, hoặc bởi sự phấn khích sáng tạo của tâm trí được giải phóng khỏi những cảm nhận bình thường phô trương. Các trạng thái ảo giác là một loạt các trải nghiệm bao gồm thay đổi nhận thức như ảo giác, khớp thần kinh, trạng thái nhận thức thay đổi hoặc ý thức tập trung, sự thay đổi trong mô hình suy nghĩ, trạng thái thôi miên hoặc thôi miên, trạng thái huyền bí và thay đổi tâm trí khác. Các quá trình này có thể khiến một số người trải nghiệm những thay đổi trong hoạt động tinh thần xác định danh tính của họ (dù là trong lúc nhất thời hoặc phát triển mãn tính) khác với trạng thái bình thường trước đây của họ đến mức nó có thể kích thích cảm giác hiểu biết mới được hình thành như mặc khải, giác ngộ, nhầm lẫn, và rối loạn tâm thần.
Các trạng thái ảo giác có thể được gợi ra bằng nhiều kỹ thuật khác nhau, chẳng hạn như thiền định, kích thích giác quan  hoặc khổ tu, và phổ biến nhất là bằng cách sử dụng các chất gây ảo giác. Khi các chất tâm thần này được sử dụng cho mục đích tôn giáo, pháp sư hoặc tâm linh, chúng được gọi là entheogen.